# Алі бін Хусейн
Алі бін Хусейн, (араб. علي بن الحسين بن علي الهاشمي, Алі бін аль-Хусейн бін Алі аль-Хашимі, 1879 — 13 лютого 1935 р.) — король Хіджаза і шаріф Мекки з 1924 по 1925 рік, старший син і спадкоємець шаріфа Хусейна бін Алі, першого короля Хіджаза. Згідно з родоводом — прямий нащадок пророка Мухаммеда у 38-му коліні.

## Раннє життя
Старший син шаріфа Хусейна бін Алі, Алі бін Хусейн народився 1879 року в Мецці і отримав освіту в Галатасарайському ліцеї в Стамбулі. 1908 року османський султан Абдул-Гамід II призначив його батька Великим Шаріфом Мекки. Стосунки шаріфа Хусейна з молодотурками, що фактично керували імперією, ставали все більш напруженими, і 1916 року він, за британською підтримкою, проголосив арабське повстання проти турецького панування. Алі бін Хусейн був одним з лідерів повстання і командував Південною армією. Північною та Східною арміями командували його брати, еміри Фейсал та Абдалла. 10 червня 1916 року Хусейна бін Алі було проголошено королем Хіджазу, королівство визнала Велика Британія. Сини Хусейна увійшли до складу першого уряду Хіджаза, оголошеного у жовтні 1916 року: прем'єр-міністр (Ra'is al-Wukala) емір Алі бін Хусейн, міністр закордонних справ емір Абдалла бін Хусейн, міністр внутрішніх справ емір Фейсал бін Хусейн.
Після закінчення Першої світової війни і отримання Францією та Великою Британією мандата Ліги Націй на опікування територією Близького Сходу, молодші сини Хусейна  Абдалла і Фейсал стали, відповідно, монархами Трансйорданії та Іраку, Алі лишився спадкоємцем батька в Аравії.

## Правління Хіджазом

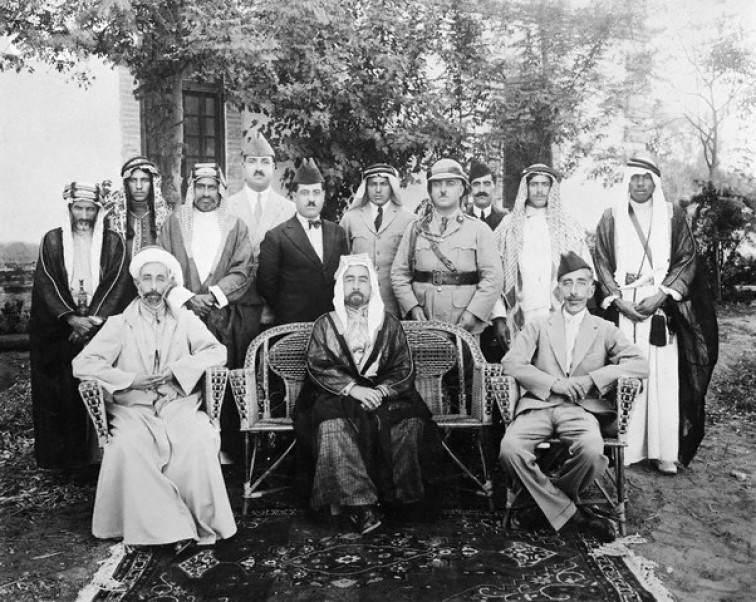
Сини шаріфа Хусейна (попереду, зліва направо: Алі, Абдалла, Фейсал)

Незабаром король Хусейн був втягнутий у боротьбу з саудитами з емірату Неджд. Алі командував основними силами в цій війні. Після низки військових поразок від Абдель-Азіза ібн Сауда, король Хусейн 3 жовтня 1924 року відмовився від трону на користь Алі, лишивши за собою релігійний титул халіфа. Алі відмовився від претензій батька стати абсолютним монархом «арабських країн» на користь більш скромного титулу «Конституційний Суверен Хіджаза»
Під контролем Алі лишалися Мекка, Медина та Джидда, але усі міста перебували облозі. 5 жовтня від імені нового уряду Хіджаза Алі відправив офіційного листа до Ібн Сауда, в якому поінформував султана Неджда про зміну режиму в Хіджазі і просив його призупинити просування своїх військ і розпочати мирні переговори. Безпосередньою метою цього демаршу було врятувати Мекку, але сподівання виявилися марними. Король Алі був змушений 13 жовтня евакуюватися з Мекки, і того ж дня Халід бін Луаї увійшов до міста на чолі ваххабітських військ. Алі з залишками хіджазької армії втік у Джидду. За винятком Янбу, інші порти Хіджазу — Рабіг, Літ і Кунфуд відкрили ворота завойовникам, останній хашимітський правитель Хіджазу знайшов притулок за стінами Джидди. Військові дії тривали ще майже рік.
У грудні наступного року саудівські війська остаточно захопили Хіджаз. 8 січня 1926 року султана Неджду Ібн Сауда було короновано королем Хіджазу у Великій мечеті в місті Мекка. Хіджаз увійшов до складу Королівства Неджду і Хіджазу, а згодом до Королівства Саудівська Аравія. Алі та його родина були змушені втекти до Іраку.
1935 року Алі бін Хусейн помер в Багдаді, Ірак.

## Шлюб і діти
1906 року Алі одружився в Стамбулі з Нафіссі Ханум, дочкою еміра Абдалли бін Мухаммада паші, великого шаріфа та еміра Мекки.
В цьому шлюбі народилися чотири дочки і один син:
- Хадіджа Абдія бінт Алі (1907—1958)
- Алія бінт Алі (1911—1950), дружина Газі I, королева Іраку
- Абд аль-Іла (1913—1958), надалі регент Королівства Ірак під час дитинства Фейсала II
- Бадія бінт Алі (1920—2020), дружина шаріфа Хусейна бін Алі
- Джаліла бінт Алі (1923—1955)

Нафіссі Ханум та Абд аль-Іла були вбиті під час військового перевороту 14 липня 1958 року.

## Нагороди
- Вищий Орден Відродження (1917)
- Лицар Великого хреста Ордена Британської імперії (1920)
- Велика стрічка Ордена Незалежності (Хіджаз, 1921)
- Великий хрест Ордена Межиріччя (Ірак, 1922)
- Велика стрічка Ордена Леопольда I (Бельгія, 1930)
- Великий ланцюг Ордена Хашимітів (Королівство Ірак, 1932)
- Великий хрест Ордена Фейсала I (Королівство Ірак, 1933).